# Борковець
46°06′ пн. ш. 16°05′ сх. д. / 46.10° пн. ш. 16.08° сх. д.
Борковець (хорв. Borkovec) — населений пункт у Хорватії, у Крапинсько-Загорській жупанії у складі міста Златар.

## Населення
Населення за даними перепису 2011 року становило 225 осіб.
Динаміка чисельності населення поселення:

## Клімат
Середня річна температура становить 10,09 °C, середня максимальна – 24,44 °C, а середня мінімальна – -6,67 °C. Середня річна кількість опадів – 928 мм.
| Клімат поселення                              | Клімат поселення | Клімат поселення | Клімат поселення | Клімат поселення | Клімат поселення | Клімат поселення | Клімат поселення | Клімат поселення | Клімат поселення | Клімат поселення | Клімат поселення | Клімат поселення | Клімат поселення |
| Показник                                      | Січ.             | Лют.             | Бер.             | Квіт.            | Трав.            | Черв.            | Лип.             | Серп.            | Вер.             | Жовт.            | Лист.            | Груд.            |                  |
| Середній максимум, °C                         | 5,79             | 7,96             | 12,31            | 16,49            | 21,38            | 24,44            | 23,70            | 23,12            | 19,22            | 14,00            | 8,44             | 4,49             |                  |
| Середня температура, °C                       | −0,44            | 1,74             | 6,08             | 10,26            | 15,16            | 18,23            | 19,88            | 19,33            | 15,42            | 10,20            | 4,62             | 0,68             |                  |
| Середній мінімум, °C                          | −6,67            | −4,5             | −0,14            | 4,04             | 8,94             | 12,00            | 16,08            | 15,52            | 11,61            | 6,38             | 0,82             | −3,13            |                  |
| Норма опадів, мм                              | 48               | 48               | 63               | 70               | 80               | 106              | 89               | 93               | 88               | 89               | 89               | 65               |                  |
| Середньомісячна швидкість вітру, м/с          | 1.81             | 2.01             | 2.40             | 2.35             | 2.20             | 2.00             | 1.90             | 1.73             | 1.74             | 1.80             | 1.90             | 1.89             |                  |
| Середньомісячна сонячна радіація, кДж/м²·день | 4056             | 6809             | 10448            | 14870            | 18939            | 20766            | 21567            | 18763            | 13913            | 8658             | 4525             | 3262             |                  |
| --------------------------------------------- | ---------------- | ---------------- | ---------------- | ---------------- | ---------------- | ---------------- | ---------------- | ---------------- | ---------------- | ---------------- | ---------------- | ---------------- | ---------------- |
| Джерело:                                      |                  |                  |                  |                  |                  |                  |                  |                  |                  |                  |                  |                  |                  |